# Hiroshi Nagakubo
Hiroshi Nagakubo (長久 保裕 Nagakubo Hiroshi?,  Prefectura de Yamanashi, Japón, 14 de diciembre de 1946) es un patinador retirado de patinaje artístico sobre hielo japonés, con base en la disciplina en pareja. Junto a su compañera de patinaje, Kotoe Nagasawa, Nagakubo fue cinco veces campeón nacional de Japón (1967-1971) y compitió en los Juegos Olímpicos de Invierno de 1972, ocupando el puesto número dieciséis.
Después de retirarse del patinaje, Nagakubo se convirtió en entrenador del Howa Sports Land Skating Club en la prefectura de Aichi. Sin embargo, dejó de entrenar el 3 de septiembre de 2017 debido a circunstancias familiares. Algunos de sus estudiantes más destacados fueron Shizuka Arakawa, Ryūju Hino, Takeshi Honda, Rika Hongo, Haruka Imai, Yura Matsuda, Rin Nitaya, Akiko Suzuki, Sōta Yamamoto y Yuhana Yokoi.

## Carrera
Nagakubo nació el 14 de diciembre de 1946 en la prefectura de Yamanashi. Asistió a la escuela secundaria Kofu Daiichi High School y se graduó de la Universidad de Nihon. En 1966, Nagakubo ganó el Campeonato Juvenil Japonés en la disciplina individual. De 1967 a 1971, ganó cinco campeonatos nacionales consecutivos junto a su pareja, Kotoe Nagasawa. En 1972, compitió en los Juegos Olímpicos de Invierno de 1972 en Sapporo, donde calificaría en el puesto número dieciséis.
Después de retirarse de la competencia, se convirtió en entrenador de la "Izumi DLL Academy" en la ciudad de Sendai desde 1988. Alrededor de esta época, entrenó al patinador Fumihiro Oikawa. Posteriormente, Nagakubo entrenó a varios patinadores prometedores como Takeshi Honda, Yamato Tamura, Shizuka Arakawa y Marie Arai. Debido a que la academia en Sendai fue cerrada en abril de 2006, Nagakubo se trasladó a un club en Nagoya. Varios de sus estudiantes en Sendai también se mudaron a Nagoya con su entrenador. En febrero de 2009, Nagakubo fue sometido a una cirugía debido a que padecía de cáncer de estómago. La cirugía tuvo éxito y Nagakubo se recuperó. Luego pasaría a ser entrenador de Rika Hongo y Ryūju Hino, entre otros. También fue vicepresidente de la Asociación de Instructores de Patinaje Artístico de Japón.

## Aspectos competitivos

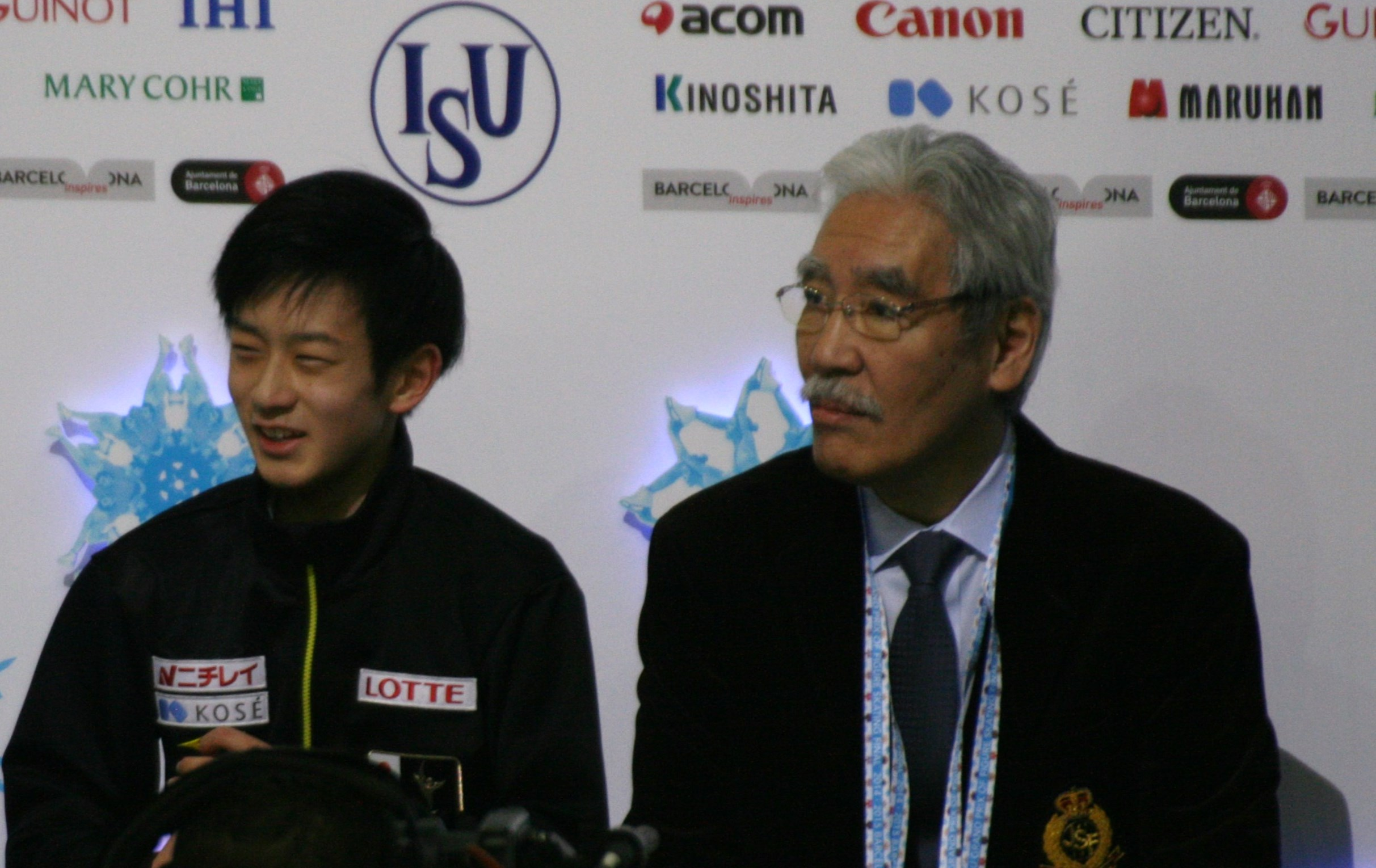
Nagakubo y Sōta Yamamoto en la Final de Grand Prix Juvenil de 2014.

con Kotoe Nagasawa
| Internacional                | Internacional | Internacional | Internacional | Internacional | Internacional |
| Evento                       | 1967–68       | 68–69         | 69–70         | 70–71         | 71–72         |
| ---------------------------- | ------------- | ------------- | ------------- | ------------- | ------------- |
| Juegos Olímpicos de Invierno |               |               |               |               | 16.º          |
| Campeonato Mundial           |               |               | 16.º          | 15.º          |               |
| Nacionales                   |               |               |               |               |               |
| Campeonato Japonés           | 1.º           | 1.º           | 1.º           | 1.º           | 1.º           |